# Michnel Feinstein
Michnel Feinstein też Michuel Feinstein (ur. 1864) - poseł na Sejm I kadencji.

## Życiorys
Wiadomości na jego temat są nad wyraz skromne. Wiadomo, że wszedł do Sejmu 23  listopada 1923 na miejsce ukraińskiego posła Marko Łuckiewicza. Jako iż na mocy wewnętrznych ustaleń pomiędzy przedstawicielami mniejszości narodowych, miejsce w Sejmie z okręgu wołyńskiego miało przypaść Ukraińcom, Michnel Feinstein pod presją pozostałych członków Koła Żydowskiego zrzekł się mandatu 30 stycznia 1925. Jego dalsze losy są nieznane.